# V.35
V.35 – skasowane zalecenie ITU-T, które specyfikowało synchroniczny dwukierunkowy interfejs transmisji danych (opis gniazd i poziomy sygnałów) pomiędzy dwoma urządzeniami: DTE (Data Terminal Equipment) i DCE (Data Communications Equipment). Interfejs ten przeznaczony był pierwotnie dla szerokopasmowych modemów analogowych klasy 48 kb/s, które używały pasma 60-108 kHz. Pasmo 60-108 kHz stanowi ekwiwalent szerokości pasma normalnie używanego dla 12 analogowych kanałów telefonicznych w systemach telekomunikacyjnych.
Zalecenie V.35 zostało skasowane ponieważ zawarte w nim informacje zdezaktualizowały się. Alternatywne rozwiązania zostały opisane w zaleceniach ITU-T V.36 i V.37.
Interfejsy V.35 używają niesymetrycznych sygnałów interfejsu V.28 i symetrycznych V.35, co powoduje, że maksymalna długość kabla jest taka sama jak dla interfejsów V.24/V.28 (RS-232).
Rozkład końcówek na złączach urządzeń DCE/DTE definiuje norma ISO 2593. Są to 34 końcówkowe złącza typu MRAC.
Poziomy sygnałów i charakterystyki elektryczne interfejsu V.35 są identyczne jak w zaleceniu ITU-T V.28.
Typowe przepływności używane w tym standardzie interfejsu to ok. 30 b/s – 2048 kb/s.

## Charakterystyki elektryczne interfejsu V.35
| Zakres poziomu sygnału wyjściowego | Próg sygnału na wejściu odbiornika | Dane        |
| -0,55V                             | -0,3V                              | binarne "1" |
| +0,55V                             | +0,3V                              | binarne "0" |

Typowo końcówki przewodów sygnałowych są spięte do masy rezystancją 150 Ω.

## Rozkład sygnałów na złączu MRAC
W poniższej tabelce podano typowe rozmieszczenie sygnałów na złączu (końcówki tego złącza oznaczane są dużymi literami):
| Numer końcówki | Numer końcówki | Oznaczenie | Nazwa angielska                         | Nazwa polska                              |
| A Wire         | B Wire         | Oznaczenie | Nazwa angielska                         | Nazwa polska                              |
| B              | –              | GND        | Signal Ground or Common                 | uziemienie lub masa                       |
| P              | S              | TD         | Transmit Data                           | transmisja danych                         |
| R              | T              | RD         | Receive Data                            | odbiór danych                             |
| Y              | AA             | TXCL       | Transmit Signal Element Timing to DTE   | transmisja sygnału synchronizacji dla DTE |
| U              | W              | –          | Transmit Signal Element Timing from DTE | transmisja sygnału synchronizacji z DTE   |
| V              | X              | RXCL       | Receive Signal Element Timing           | odbierany sygnał synchronizacji           |
| F              | –              | CD         | Line Signal Detect                      | wykrywanie sygnału linii                  |
| C              | –              | RTS        | Request to Send                         | zgłoszenie zamiaru transmisji             |
| D              | –              | RFS        | Ready for Sending (Clear to Send)       | gotowość do odbioru                       |
| E              | –              | DSR        | Data Set Ready                          | gotowość danych                           |
| H              | –              | CDSTL      | Connect Data Set To Line                | skierowanie danych na linię               |
| L              | –              | LLB        | Local Loopback                          | lokalna pętla zwrotna                     |
| N              | –              | RLB        | Remote Loopback                         | zdalna pętla zwrotna                      |
| NN(m)          | –              | LCON       | Test Indicator (Loop Connected)         | znacznik testu (pętla podłączona)         |